# Castianeira mexicana
Castianeira mexicana là một loài nhện trong họ Corinnidae.
Loài này thuộc chi Castianeira. Castianeira mexicana được Richard C. Banks miêu tả năm 1898.